# Die Freude reget sich
Die Freude reget sich (La joie est en mouvement), (BWV 36b), est une cantate profane de Johann Sebastian Bach composée à Leipzig en 1735. 

## Histoire et livret
Le texte rend hommage à Johann Florens Rivinus, soit à l'occasion de son anniversaire (28 juillet), soit après sa nomination comme recteur de l'Université de Leipzig en octobre 1735. Le texte a probablement été écrit par Christian Friedrich Henrici (Picander). Bach utilise du matériel composé quelque dix années auparavant pour la cantate Schwingt freudig euch empor, BWV 36c. 
En 1727 Christian Friedrich Henrici (Picander) a publié une version antérieure du texte, la cantate anniversaire Steigt freudig in die Luft, BWV 36a, également mise en musique par Bach. Picander est probablement l'auteur de l'adaptation pour cette célébration,,.

## Structure et instrumentation
La cantate est écrite pour 2 hautbois d'amour, flûte traversière, 2 violons, alto et basse continue avec trois solistes vocaux (soprano, alto et ténor) et chœur à quatre voix.
Il y a huit mouvements :
1. chœur : Die Freude reget sich
2. récitatif : Ihr seht, wie sich das Glücke, ténor et basse continue
3. aria : Aus Gottes milden Vaterhänden, ténor, hautbois d'amour et continuo
4. récitatif : Die Freunde sind vergnügt, alto, cordes et continuo
5. aria : Das Gute, das dein Gott beschert, alto, flûte, cordes et continuo
6. récitatif : Wenn sich die Welt mit deinem Ruhm trägt, soprano et continuo
7. aria : Auch mit gedämpften, soprano, flûte, violon solo et continuo
8. chœur et récitatif : Was wir dir vor Glücke gönnen, ténor, soprano et alto, chœur et orchestre

## Musique
Comme dans la BWV 36c, le premier mouvement est de nature gaie et l'aria de ténor comprend une importante mélodie de hautbois d'amour. Le dernier mouvement est un « chœur gai avec récitatif interpolé ».
Il y a des cantates sacrées également associées, deux versions de la cantate d'église pour le premier dimanche de l'Avent, Schwingt freudig euch empor, BWV 36.
La cantate originale est rare en ce qu'il s'agit d'une œuvre profane parodiée comme œuvre sacrée, puis, cinq ans plus tard comme œuvre profane. Les parodies de Bach sont généralement de profanes à sacrées plutôt que l'inverse. L'explication donnée pour la prévalence des parodies profanes sur les sacrés est que les œuvres profanes occasionnelles telles que des cantates d'anniversaire ont un usage unique et Bach a pu les réutiliser comme des œuvres sacrées.

## Enregistrements
- Bach Kantaten, Wolfgang Unger, Leipziger Universitätschor, Pauliner Barockensemble, Linda Perillo, Matthias Koch, Nils Giesecke, Thorofon
- Edition Bachakademie Vol. 139 - Congratulatory and Hommage Cantatas, Helmuth Rilling, Gächinger Kantorei Stuttgart, Bach-Collegium Stuttgart, Christiane Oelze, Ingeborg Danz, Marcus Ullmann, Hänssler Classic

## Sources
La source première est la partition.
Plusieurs bases de données fournissent des informations supplémentaires sur chaque cantate :
- Cantata BWV 36b Die Freude reget sich histoire, partitions, sources du texte et de la musique, traductions en plusieurs langues, discographie, discussion, bach-cantatas website
- (de) Die Freude reget sich histoire, instrumentation, sur Bach.de
- (en) BWV 36b Die Freude reget sich texte anglais, Université du Vermont
- BWV 36b Die Freude reget sich texte, instrumentation, Université d'Alberta